# Castellanos de Moriscos
Castellanos de Moriscos – gmina w Hiszpanii, w prowincji Salamanka, w Kastylii i León, o powierzchni 13,84 km². W 2011 roku gmina liczyła 1942 mieszkańców.